# 水橋事件
水橋事件（みずはしじけん）とは、朝鮮民主主義人民共和国によるスパイ事件。1980年（昭和55年）2月20日、埼玉県警察摘発（検挙）。対韓工作に従事していた在日朝鮮人の朴一に獲得された在日韓国人李龍雨は、1979年（昭和54年）に富山県富山市水橋町の水橋海岸から密出国、北朝鮮で工作員訓練を受けたのちに福井県敦賀市二村海岸より密入国した。暗号表や暗号通信受信録音テープなどが押収されている。

## 概要
北朝鮮工作員の佐藤信一こと朴一は、1937年（昭和12年）に当時日本統治下の朝鮮から日本本土に渡ってきた在日朝鮮人で、太平洋戦争終結後は在日本朝鮮人総聯合会（朝鮮総連）の活動に従事していたが、その後、喫茶店を経営しながら対南工作に従事し、
- 工作用物件の調達
- 日本海沿岸地域の調査

などを行っていた。
一方の李龍雨は、日本で生まれ育った在日韓国人で、東京農工大学在学中の1974年（昭和49年）11月頃、朴一より主体思想教育などをほどこされて工作員として獲得されたのち、スパイ訓練のため北朝鮮への密航指示を受け、1979年4月24日、富山県水橋海岸より不法出国し、約2カ月間にわたって、革命理論や暗号指令受信要領、暗号解読要領などの教育を受けた。李は、同年6月29日、
- 韓国民主化に関心を持っている人物や韓国人留学生の選定
- 日本海沿岸地域の調査

などの任務を指示され、福井県二村海岸より不法入国し、工作員として活動した
1980年2月20日、埼玉県警察は工作員李龍雨を逮捕し、暗号表、暗号通信受信録音テープなどを押収した。また、同年3月3日には、佐藤信一こと朴一（当時56歳）を逮捕し、暗号指令受信メモなど諜報活動を裏づける証拠資料を押収した。
1980年11月4日、浦和地方裁判所は李龍雨に対し、出入国管理令違反の罪で懲役4月、執行猶予2年の判決を下した。朴一に対しては、1981年（昭和56年）4月28日、浦和地方裁判所によって、出入国管理令違反などで懲役1年、執行猶予3年の判決が下された。